# Noorse grondel
De noorse grondel (Pomatoschistus norvegicus) is een straalvinnige vissensoort uit de familie van grondels (Gobiidae). De wetenschappelijke naam van de soort is voor het eerst geldig gepubliceerd in 1902 door Collett.